# 普瓦松 (索恩-卢瓦尔省)
普瓦松（法語：Poisson，法語發音：[pwasɔ̃] ⓘ）是法国索恩-卢瓦尔省的一个市镇，属于沙罗勒区。

## 地理
普瓦松（46°23'7"N, 4°7'43"E）面积35.48 平方千米，位于法国勃艮第-弗朗什-孔泰大區索恩-卢瓦尔省，该省份为法国中部省份，北起顺时针与科多尔省、汝拉省、安省、罗讷省、卢瓦尔省、阿列省和涅夫勒省接壤。
与普瓦松接壤的市镇（或旧市镇、城区）包括：帕赖勒莫尼亚勒、诺希兹、奥耶、布里奥奈地区圣迪迪耶、圣于连德锡夫里、瓦雷讷拉尔孔斯、韦尔索格。

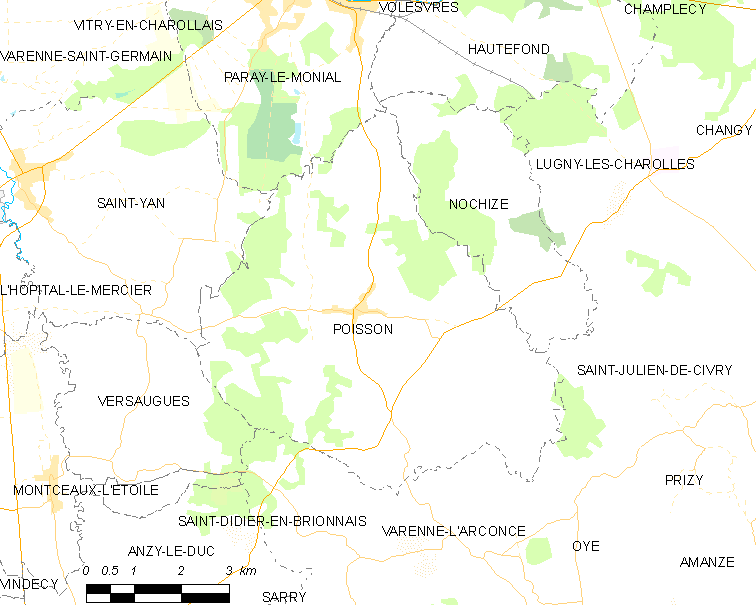
的OSM定位图

普瓦松的时区为UTC+01:00、UTC+02:00（夏令时）。

## 行政
普瓦松的邮政编码为71600，INSEE市镇编码为71354。

## 政治
普瓦松所属的省级选区为帕赖勒莫尼亚勒县。

## 人口

1962-2008年间人口变化图示

普瓦松于2022年1月1日时的人口数量为559人。